# والت‌ایر (جمهوری دموکراتیک کنگو)
والت‌ایر (به انگلیسی: Waltair (DR Congo)) یک شرکت هواپیمایی است که در ۱۹۸۳ میلادی تأسیس شده‌است. دفتر مرکزی والت‌ایر در کینشاسا، جمهوری دموکراتیک کنگو واقع شده‌است.